# Kleurmenging
Bij kleurmenging is er sprake van drie varianten.

## Varianten

### 1. Additieve kleurmenging
Er is sprake van additieve kleurmenging wanneer de kleuren van drie lichtbronnen, met elk een eigen kleur, overelkaar op een scherm worden geprojecteerd. Hierbij worden de kleuren rood, groen en blauw gebruikt. Staan alle kleuren uit, dan is het scherm zwart. Hiervan wordt onder andere gebruikgemaakt bij beeldschermen zoals van kleurentelevisies.
|  |  |

### 2. Subtractieve kleurmenging
Er is sprake van subtractieve kleurmenging wanneer verf of inkt wordt gemengd. Hierbij worden de kleuren cyaan, magenta en geel gebruikt. Zonder verf is het beeld wit. Subtractieve kleurmenging ontstaat door de selectieve absorptie van bepaalde golflengten van wit licht door transparante oppervlakken.
De drie basiskleuren worden door een schilder blauw, rood en geel genoemd, maar bij computerprinters spreekt men van cyaan, magenta en geel als de gebruikelijke benamingen.

### 3. Partitieve kleurmenging
Er kan sprake zijn van partitieve kleurmenging wanneer verschillende kleuren vlak naast elkaar of vlak na elkaar worden waargenomen.
primaire kleur · secundaire kleur · tertiaire kleur · complementaire kleur · kleurencirkel · partitieve kleurmenging · kleurcontrast · kleurtemperatuur

kleurcodering · kleurruimte · CIELAB · CMYK · HSL/HLS · HSV/HSB · HTML-kleuren · NCS · Pantone PMS · RAL · RGB · YIQ · YUV · YPbPr